# Simó Trilla

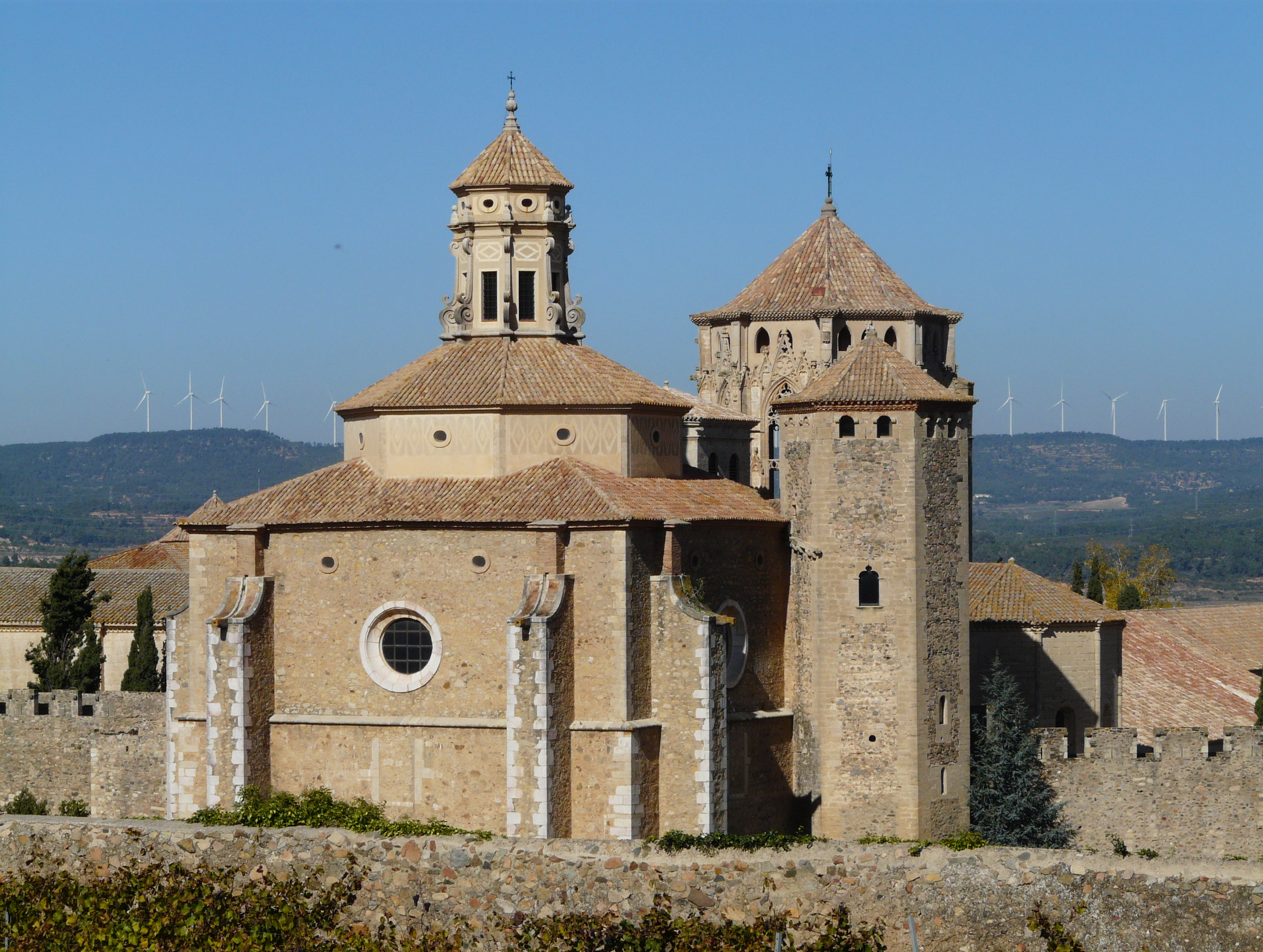
Vista parcial del Reial Monestir de Santa Maria de Poblet, d'on Simó Trilla en fou l'últim abat perpetu

Simó Trilla (Castellserà, a mitjan segle XVI - Reial Monestir de Santa Maria de Poblet, 10 de maig de 1623) fou l'últim abat perpetu del Monestir.
Fou baró de singulars energies i d'infatigable zel en la defensa dels drets del cenobi que l'elegí pel seu abat el 23 de desembre de 1602. Reclamà el cos de Sant Bernat d'Alzira, que posseïen els religiosos trinitaris, entaulant un litigi per obtenir-lo, i, mercès a la intervenció de Felip III, va aconseguir la seva pretensió. Enriquí el tresor de Poblet amb notable joies litúrgiques i artístiques, entre elles el famós reliquiari d'or que contenia les relíquies de Sant Bernat, un bàcul, una creu processional, dues safates i un gerro d'argent, les quals eren obres primoroses de cisell i repujat de l'estil de Benvenuto Cellini; i construint l'ermita de Nostra Senyora dels Xiprers, al costat del monestir.
Però la gestió més tossuda i enèrgica de Trilla consistí a pretendre que els abats de Poblet seguissin sent elegits amb caràcter perpetu, contra el parer d'un grup de monjos, que pretenien que els abats desenvolupessin la seva escomesa tan sols un quadrienni. Després de moltes negociacions amb el Papa, amb el rei i amb el General de l'Orde cistercenc, es reuní el 1613 la Congregació General a Saragossa, que devia decidir vers aquest litigi. Per més que Trilla defensà en aquesta el seu punt de vista, el papa Pau V donà el 1616 una butlla confirmant la reforma de l'orde i declarant quadriennals als abats de Poblet.
Trilla entaulà plet i deixà d'assistir als capítols que se celebraren després (1618-20) a Rueda i Benifassà. Empobrí el monestir amb les grans despeses del litigi, que en morir Trilla encara no havia acabat. Els seus successors foren des de llavors quadriennals, com el Papa havia disposat.